# 天王寺バイパス

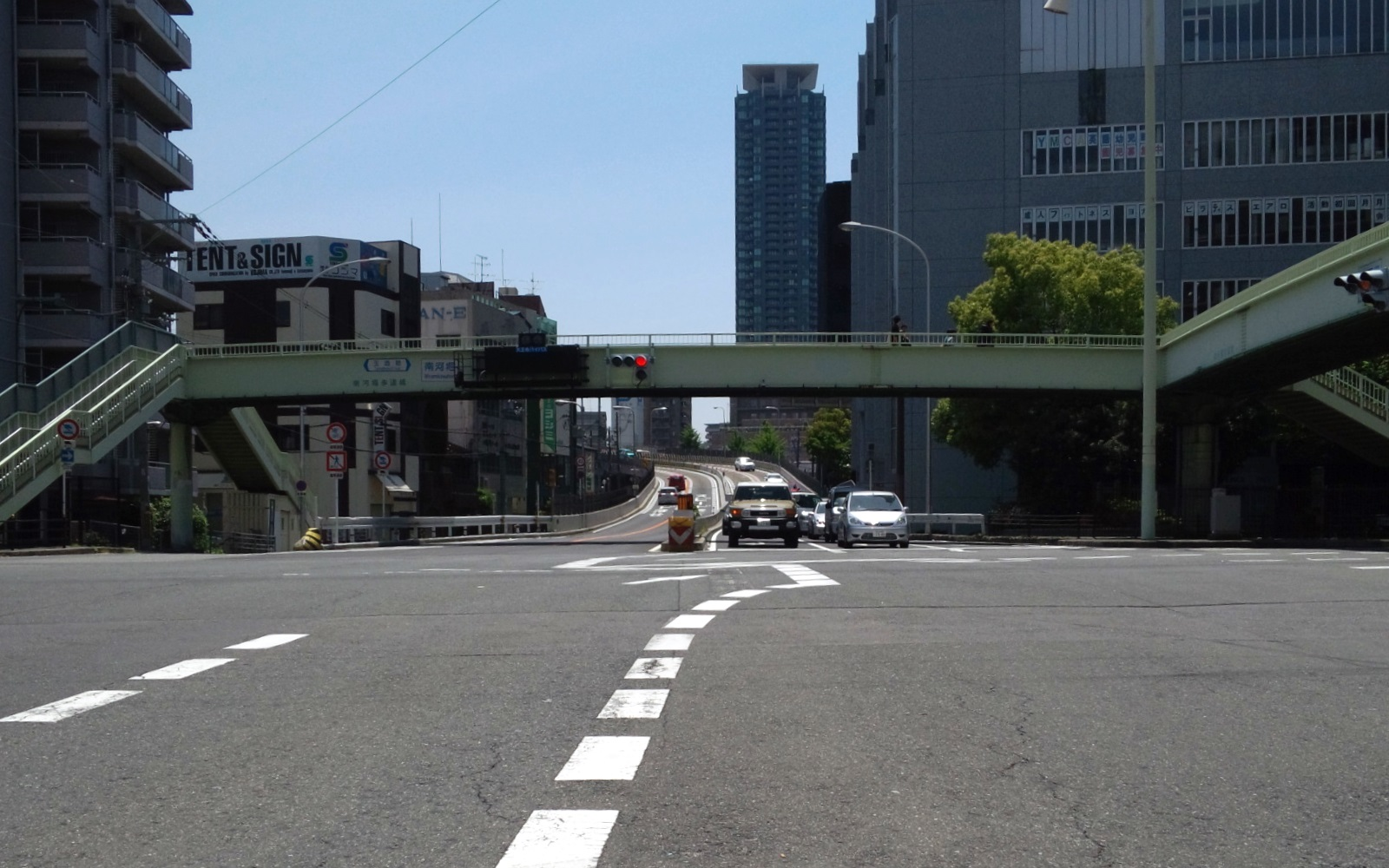
始点・南河堀交差点

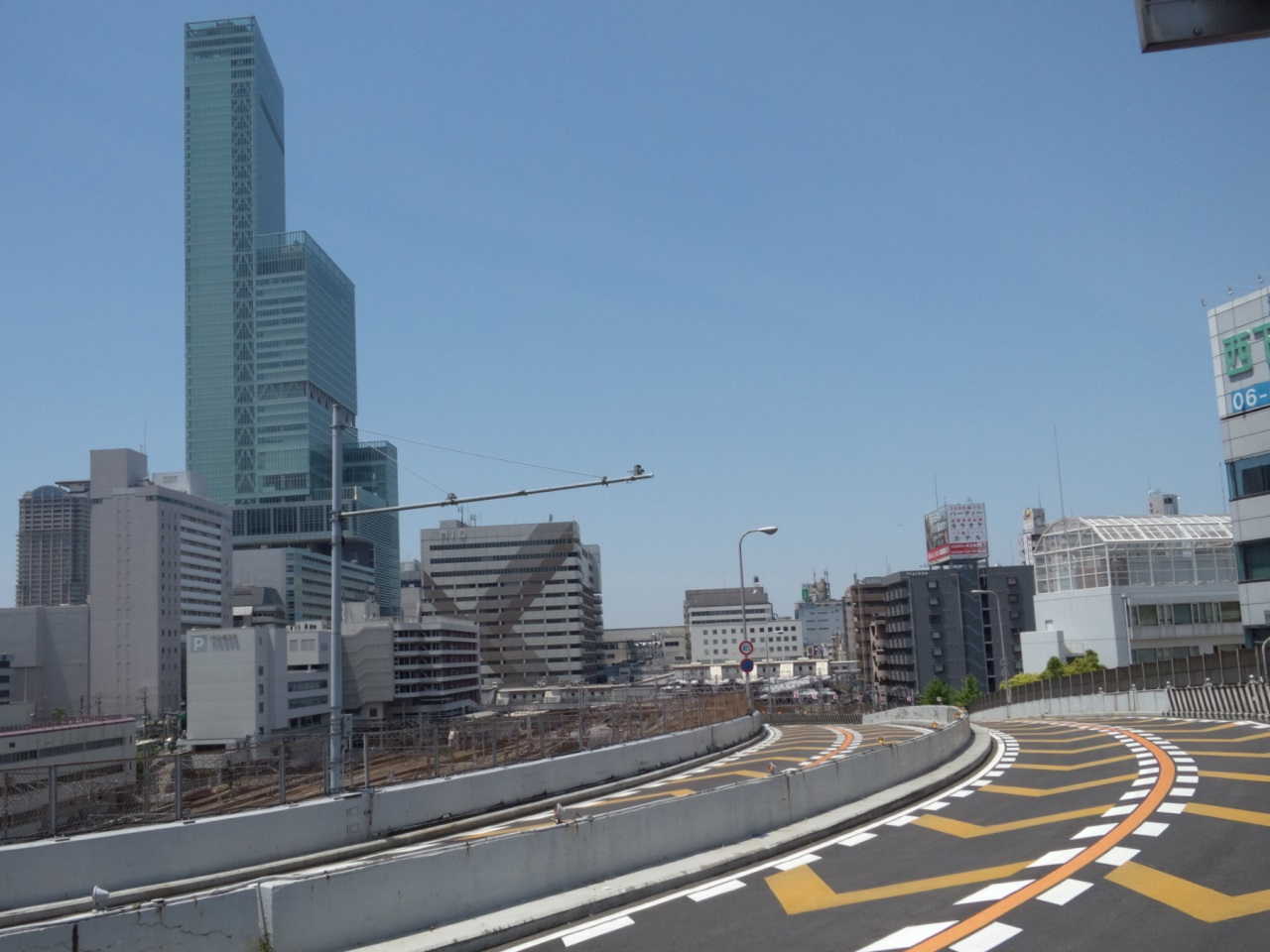
あべのハルカスを望む

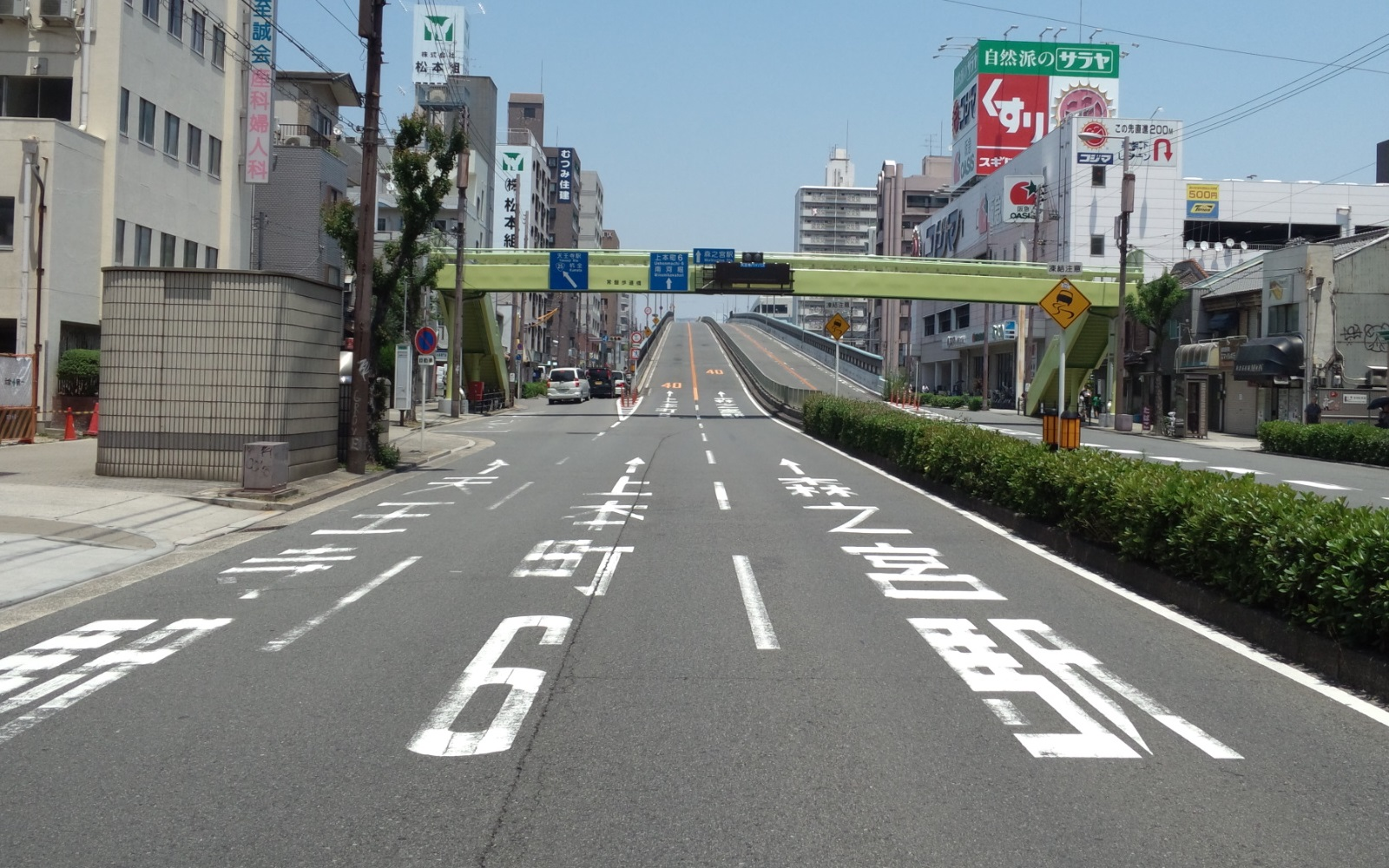
南から望む

天王寺バイパス（てんのうじバイパス）は、大阪府大阪市天王寺区南河堀町と同市阿倍野区三明町を連絡する、主要地方道：大阪府道28号大阪高石線のバイパス道路である。

## 概要
慢性化していた近鉄百貨店前交差点周辺の渋滞を緩和する目的で高架橋を建設、総工費が約28億円で1970年（昭和45年）3月に全線開通する。片側2車線・全線4車線の全長875.5メートル、最大桁下高約17メートルで、歩行者用の連絡通路もJR3路線のみを跨ぐ区間で併設されている。整備当時は、近鉄南大阪線の連続立体交差の計画がなかったため、近鉄を跨ぐための二段交差ができる構造になっている。このための橋桁は新阪堺大橋に転用されている。

## 通過する路線
- 上町筋 - 北端にある南河堀交差点より直進
- 玉造筋 - 南河堀交差点で平面交差
- JR西日本3路線
  - 大阪環状線
  - 阪和線
  - 関西本線（大和路線）
- 国道25号
- 近鉄南大阪線
- あびこ筋 - 直通